# Karina Lezama Escobedo
Martha Karina Lezama Escobedo (Lima, Perú, 4 de noviembre de 1983) es una botánica, y profesora peruana. Se graduó de bióloga, en la Universidad Nacional de Trujillo, prosigiendo con actividades académicas en su Herbario Trujillense (HUT).

## Algunas publicaciones
- karina Lezama Escobedo, erwin Pereyra Villanueva, sisy Limo Cruz. 2007. Iochroma smithianum (Solanaceae) una nueva especie del Departamento La Libertad, Perú. Arnaldoa 14 (1): 23 - 28 en línea (enlace roto disponible en Internet Archive; véase el historial, la primera versión y la última).

- sisy Limo Cruz, erwin Pereyra Villanueva, karina Lezama Escobedo, segundo Leiva González. 2007b. Browallia dilloniana (Solanaceae) una nueva especie del Departamento La Libertad, Perú. Arnaldoa 14 (1):15-21 ISSN 1815-8242 en línea (enlace roto disponible en Internet Archive; véase el historial, la primera versión y la última).

- erwin Pereyra Villanueva, karina Lezama Escobedo, sisy Limo Cruz. 2007c. Salpichroa leucantha (Solanaceae) una nueva especie del Departamento L aLibertad, Perú. Arnaldoa 14(1): 53 - 59 en línea (enlace roto disponible en Internet Archive; véase el historial, la primera versión y la última).

- La abreviatura «K.Lezama» se emplea para indicar a Karina Lezama Escobedo como autoridad en la descripción y clasificación científica de los vegetales.[4]